# Cartularium

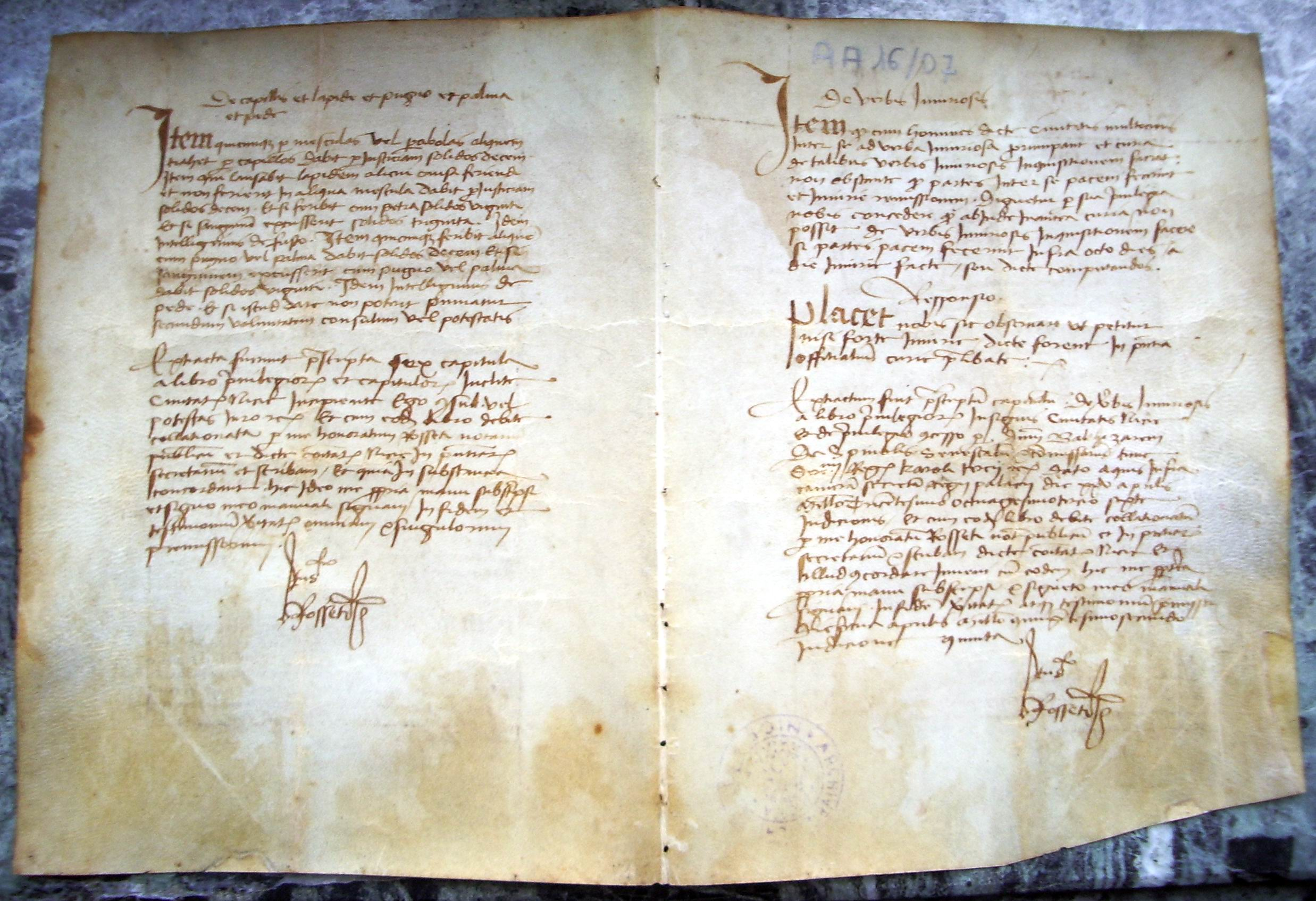
Fragment van een cartularium van de stad Nice

Cartularium of chartularium is een term uit de archivistiek. Het betreft meestal een middeleeuws register waarin akten en oorkonden werden afgeschreven, omwille van hun bewijskracht voor bepaalde rechten, het beheer van goederen of gedenkstukken van zijn geschiedenis. 
In de middeleeuwen waren het vooral kerkelijke instellingen (m.n. kloosters) die dergelijke registers aanlegden. Ook steden, universiteiten, gerechtshoven, kanselarijen, e.d. hadden cartularia. Aanzienlijke families gingen er in de late middeleeuwen ook toe over. Ook vervalsingen komen voor.
De ordening van zulk register gebeurde vaak op onderwerp of alfabetisch op geografische naam. Een cartularium waarin tussen de afschriften ook andere zaken toegevoegd zijn, noemen we een kroniek.